# What Should Not Be Unearthed
What Should Not Be Unearthed è l'ottavo album in studio del gruppo musicale statunitense Nile, pubblicato il 28 agosto 2015 dalla Nuclear Blast.
L'album è stato anticipato dai singoli Call to Destruction e Evil to Cast Out Evil, rispettivamente il 24 luglio e il 13 agosto.

## Tracce
1. Call to Destruction - 5:46
2. Negating the Abominable Coils of Apep - 4:14
3. Liber Stellae Rubeae - 3:48
4. In the Name of Amun - 6:50
5. What Should Not Be Unearthed - 6:58
6. Evil to Cast out Evil - 5:38
7. Age of Famine - 4:12
8. Ushabti Reanimator - 1:31
9. Rape of the Black Earth - 4:35
10. To Walk Forth from Flames Unscathed - 6:36

## Formazione
- Karl Sanders - voce, chitarra, basso
- Dallas Toler-Wade - voce, chitarra, basso
- George Kollias - batteria